# Xintania
Xintania es un género de foraminífero bentónico de la familia Partisaniidae, de la superfamilia Robuloidoidea, del suborden Lagenina y del orden Lagenida. Su especie tipo es Xintania obesa. Su rango cronoestratigráfico abarca el Kunguriense (Pérmico inferior).

## Clasificación
Xintania incluye a las siguientes especies:
- Xintania longa †
- Xintania obesa †